# Årnes Station
Årnes Station (Årnes stasjon) er en jernbanestation, der ligger i byområdet Årnes i Nes kommune på Kongsvingerbanen i Norge. Stationen består af flere spor med to perroner, stationsbygning med ventesal, parkeringsplads og en busterminal. Stationen betjenes af lokaltog mellem Asker og Kongsvinger.
Stationen åbnede sammen med banen 3. oktober 1862 under navnet Aarnæs, men den skiftede navn til Aarnes i april 1894 og til Årnes i april 1921. Den blev fjernstyret 21. maj 1966.
Stationsbygningen blev opført til åbningen i 1862 efter tegninger af Heinrich Ernst Schirmer og Wilhelm von Hanno.